# Dommartemont
Dommartemont est une commune française située dans le département de Meurthe-et-Moselle en région Grand Est.

## Géographie

### Localisation
Dommartemont est à la fois la commune la plus petite en superficie et la moins peuplée des municipalités de la communauté urbaine du Grand Nancy. La localité est située au nord-est de l'agglomération nancéienne, sur les coteaux sud du plateau de Malzéville. Village à flanc de coteau exposé sud, avec une vue panoramique sur le massif des Vosges, Dommartemont présente l'avantage de posséder calme et nature, à moins de trois kilomètres à vol d'oiseau de la place Stanislas.
|           | Agincourt       | Agincourt       |
| Saint-Max | Dommartemont    | Essey-lès-Nancy |
| Saint-Max | Essey-lès-Nancy | Essey-lès-Nancy |

### Voies de communication et transports

#### Transports en commun
Dommartemont est reliée au Grand Nancy grâce aux lignes du réseau de transport de l'agglomération nancéienne appelé Réseau Stan :
- Ligne 13 : Dommartemont - Maxéville Écoparc
- Ligne 54 (scolaire) : Dommartemont Collège R. Nicklès - Malzéville Collège Verlaine
- Résago 3 (service de transport à la demande)

### Hydrographie
La commune est dans le bassin versant du Rhin au sein du bassin Rhin-Meuse. Elle n'est drainée par aucun cours d'eau,.

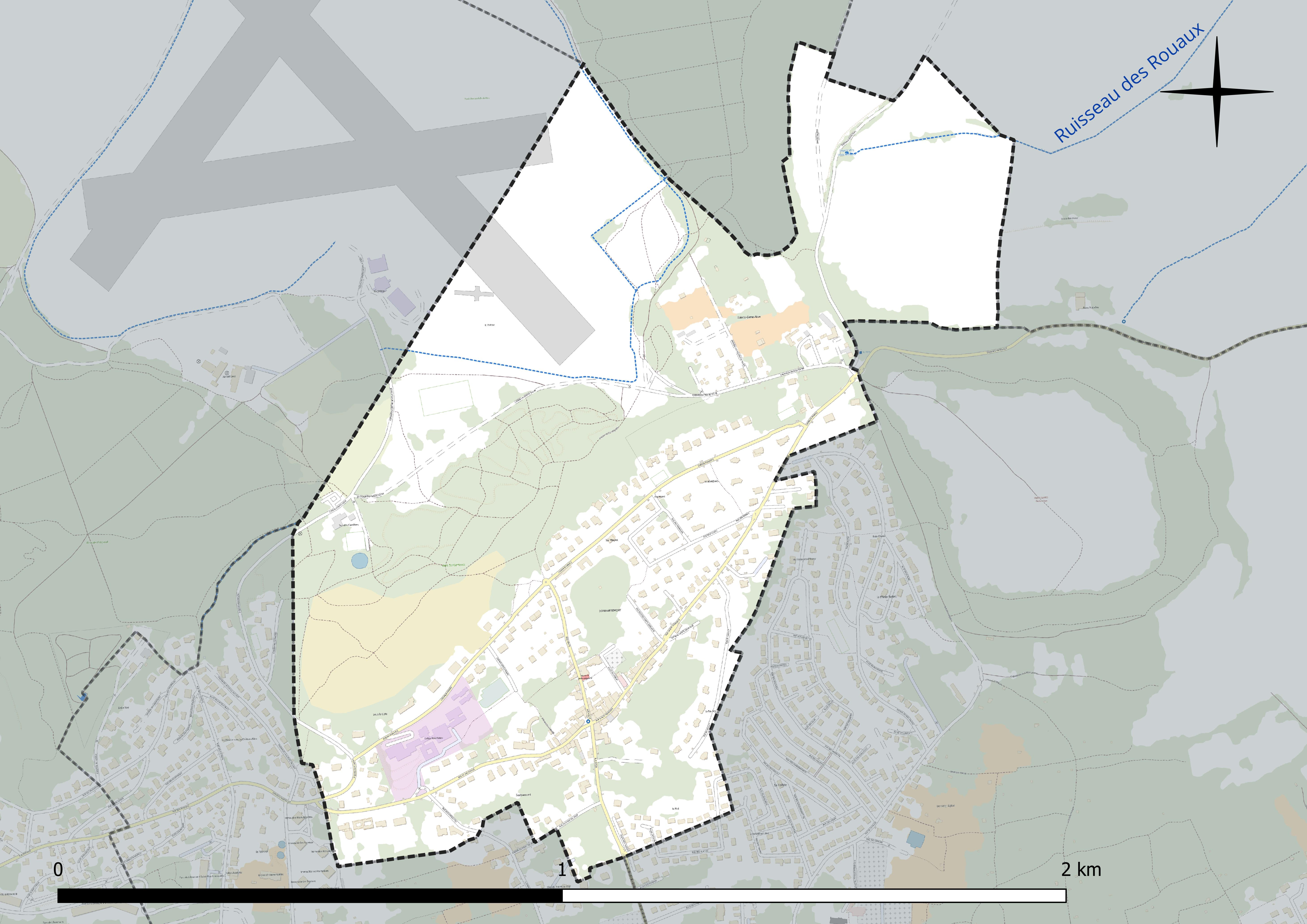
Réseau hydrographique de Dommartemont.

### Climat
Pour des articles plus généraux, voir Climat du Grand Est et Climat de Meurthe-et-Moselle.
En 2010, le climat de la commune est de type climat des marges montargnardes, selon une étude du Centre national de la recherche scientifique s'appuyant sur une série de données couvrant la période 1971-2000. En 2020, Météo-France publie une typologie des climats de la France métropolitaine dans laquelle la commune est exposée à un climat semi-continental et est dans la région climatique  Lorraine, plateau de Langres, Morvan, caractérisée par un hiver rude (1,5 °C), des vents modérés et des brouillards fréquents en automne et hiver. 
Pour la période 1971-2000, la température annuelle moyenne est de 9,6 °C, avec une amplitude thermique annuelle de 17,1 °C. Le cumul annuel moyen de précipitations est de 846 mm, avec 12,4 jours de précipitations en janvier et 9,9 jours en juillet. Pour la période 1991-2020, la température moyenne annuelle observée sur la station météorologique de Météo-France la plus proche, « Nancy-Essey », sur la commune de Tomblaine à 3 km à vol d'oiseau, est de 11,0 °C et le cumul annuel moyen de précipitations est de 746,3 mm. 
La température maximale relevée sur cette station est de 40,1 °C, atteinte le 24 juillet 2019 ; la température minimale est de −24,8 °C, atteinte le 21 février 1956,,. 
Les paramètres climatiques de la commune ont été estimés pour le milieu du siècle (2041-2070) selon différents scénarios d'émission de gaz à effet de serre à partir des nouvelles projections climatiques de référence DRIAS-2020. Ils sont consultables sur un site dédié publié par Météo-France en novembre 2022.

## Urbanisme

### Typologie
Au 1er janvier 2024, Dommartemont est catégorisée ceinture urbaine, selon la nouvelle grille communale de densité à sept niveaux définie par l'Insee en 2022.
Elle appartient à l'unité urbaine de Nancy, une agglomération intra-départementale regroupant 28  communes, dont elle est une commune de la banlieue,,. Par ailleurs la commune fait partie de l'aire d'attraction de Nancy, dont elle est une commune de la couronne,. Cette aire, qui regroupe 353 communes, est catégorisée dans les aires de 200 000 à moins de 700 000 habitants,.

### Occupation des sols
L'occupation des sols de la commune, telle qu'elle ressort de la base de données européenne d’occupation biophysique des sols Corine Land Cover (CLC), est marquée par l'importance des territoires artificialisés (59,7 % en 2018), en augmentation par rapport à 1990 (49,8 %). La répartition détaillée en 2018 est la suivante : zones urbanisées (37,8 %), forêts (23,3 %), espaces verts artificialisés, non agricoles (21,9 %), prairies (10,8 %), milieux à végétation arbustive et/ou herbacée (4 %), terres arables (2,2 %). L'évolution de l’occupation des sols de la commune et de ses infrastructures peut être observée sur les différentes représentations cartographiques du territoire : la carte de Cassini (XVIIIe siècle), la carte d'état-major (1820-1866) et les cartes ou photos aériennes de l'IGN pour la période actuelle (1950 à aujourd'hui).

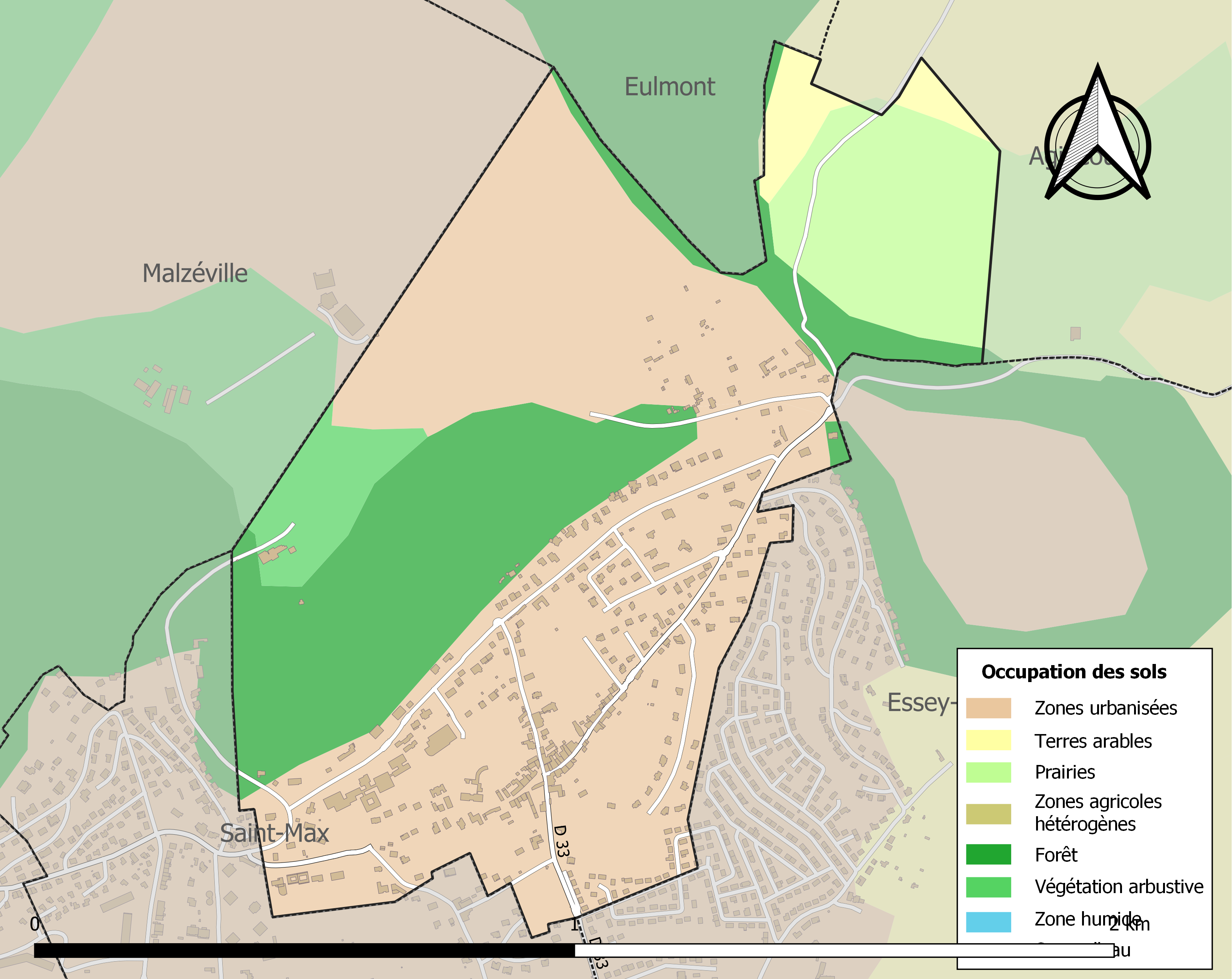
Carte des infrastructures et de l'occupation des sols de la commune en 2018 (CLC).

## Toponymie
Le nom de la localité est attesté sous les formes de Dompnomartinimonte (1402) ; Dompmartemont (1490), Dommartemont (1793).

Dommartemont est un hagiotoponyme caché, du bas latin domnus et du nom de saint Martinus avec le latin montem : « mont du nom de lieu ( appelé ) Saint Martin ».

## Histoire
- Ancien domaine des comtes de Vaudémont ;
- Monastère au XVIIe siècle, devenu école rurale au XIXe siècle ;
- Ancien village de vignerons, incorporé à l'agglomération nancéienne à la suite de l'urbanisation des banlieues après 1945.

De 1927 à 1984, Dommartemont était traversée par le TP Max, transporteur par câble aérien qui acheminait du calcaire depuis les carrières de Maxéville jusqu'à l'usine Solvay de Dombasle-sur-Meurthe. Une station permettant d'effectuer un léger changement de direction du câble vers le sud était implantée au carrefour de la rue Haute et du chemin d'Amance.

## Politique et administration
| Période                                  | Période   | Identité              | Étiquette | Qualité               |
| ---------------------------------------- | --------- | --------------------- | --------- | --------------------- |
| Les données manquantes sont à compléter. |           |                       |           |                       |
| ?                                        | 1989      | Henri Dufourq         | DVD       |                       |
| 1989                                     | mars 2008 | René Martinuzzi       | CNIP      |                       |
| mars 2008                                | mai 2020  | Marie-Christine Leroy |           | Conseillère juridique |
| mai 2020                                 | En cours  | Alain Liesenfelt,     |           | Ancien cadre          |

## Population et société

### Démographie
L'évolution du nombre d'habitants est connue à travers les recensements de la population effectués dans la commune depuis 1793. Pour les communes de moins de 10 000 habitants, une enquête de recensement portant sur toute la population est réalisée tous les cinq ans, les populations de référence des années intermédiaires étant quant à elles estimées par interpolation ou extrapolation. Pour la commune, le premier recensement exhaustif entrant dans le cadre du nouveau dispositif a été réalisé en 2006.

En 2022, la commune comptait 567 habitants, en évolution de −4,55 % par rapport à 2016 (Meurthe-et-Moselle : −0,13 %, France hors Mayotte : +2,11 %).
| 1793 | 1800 | 1806 | 1821 | 1831 | 1836 | 1841 | 1846 | 1851 |
| ---- | ---- | ---- | ---- | ---- | ---- | ---- | ---- | ---- |
| 89   | 141  | 125  | 155  | 154  | 182  | 201  | 218  | 192  |

| 1856 | 1861 | 1872 | 1876 | 1881 | 1886 | 1891 | 1896 | 1901 |
| ---- | ---- | ---- | ---- | ---- | ---- | ---- | ---- | ---- |
| 175  | 195  | 216  | 209  | 226  | 203  | 202  | 194  | 176  |

| 1906 | 1911 | 1921 | 1926 | 1931 | 1936 | 1946 | 1954 | 1962 |
| ---- | ---- | ---- | ---- | ---- | ---- | ---- | ---- | ---- |
| 191  | 184  | 201  | 215  | 213  | 234  | 212  | 248  | 308  |

| 1968 | 1975 | 1982 | 1990 | 1999 | 2006 | 2011 | 2016 | 2021 |
| ---- | ---- | ---- | ---- | ---- | ---- | ---- | ---- | ---- |
| 420  | 618  | 606  | 695  | 630  | 654  | 645  | 594  | 570  |

| 2022 | - | - | - | - | - | - | - | - |
| ---- | - | - | - | - | - | - | - | - |
| 567  | - | - | - | - | - | - | - | - |

## Culture locale et patrimoine

### Lieux et monuments
- Église Saint-Martin XIXe siècle.
- Le Petit Thibault.

### Personnalités liées à la commune
- René Nicklès (1859-1917), géologue et paléontologue, fondateur de l'École nationale supérieure de géologie.

### Héraldique
| Blason de Dommartemont | Blason  | Parti au 1° d'or à la bande de gueules chargée de trois alérions d'argent ; au 2° d'azur à la crosse primatiale de Lorraine d'or accostée de deux grappes de raisin feuillées de même. |
| Blason de Dommartemont | Détails | Le blason lorrain à dextre est accompagné à senestre de la crosse de la primatiale de Nancy, pour rappeler que Dommartemont appartenait au chapitre de cette église. Les deux grappes de raisin symbolisent les vignes que cultivaient des dommartemontais. Dommartemont adopta ce blason en juillet 1986 à l'occasion du jumelage avec la ville sarroise d'Ensheim. |